# Ernst Mischler
Ernst Mischler (* 23. Dezember 1857 in Prag, Königreich Böhmen, Kaisertum Österreich; † 28. Dezember 1912 in Laßnitzhöhe, Österreich-Ungarn) war ein österreichischer Statistiker, Finanzwissenschaftler, sowie Sozialwissenschaftler und Autor.

## Leben
Ernst Mischler wurde am 23. Dezember 1857 als Sohn des aus Deutschland stammenden Nationalökonomen und Hochschullehrers Peter Mischler (1821–1864) und dessen Ehefrau Rosa(lia) († 1911) geboren. Seine Großeltern väterlicherseits waren Peter, Bezirksarzt in Heppenheim/Bergstraße, und Margarethe Mischler (geborene Knapp). Die Großeltern mütterlicherseits waren Wenzel, Bindermeister in Liboch, und Anna Teuchert (geborene Gross). Vier Monate vor der Geburt Ernst Mischlers hatte sein Vater eine ordentliche Professur an der Universität Prag erhalten; davor war er seit November 1852 als außerordentlicher Universitätsprofessor tätig gewesen. Mischler wuchs in Prag an der Seite zweier Brüder und einer Schwester auf, absolvierte hier seine Schulbildung und begann im Jahre 1876 ein Studium der Rechtswissenschaften an der zur damaligen Zeit noch ungeteilten Universität Prag. Im Jahre 1881, ein Jahr vor der Aufteilung in eine tschechische und eine deutsche Universität, schloss er sein Studium als Dr. jur. ab.
Danach war er kurz bei einem Eisenbahnunternehmen beschäftigt, folgte aber noch im Jahre 1881 seinem Lehrer Theodor Inama von Sternegg (1843–1908) zur k.k. Statistische Zentralkommission, an der er bis 1888 (zuletzt im Amt des Hofkonzipisten für Finanzen) vierseitig tätig war. Bereits im Jahre 1884 habilitierte er für Statistik an der Universität Prag und im Jahre 1887 an der Universität Wien. Im darauffolgenden Jahr heiratete er Marie Hauschka (1860–1955) in Wien; der Ehe entstammten ein Sohn und zwei Töchter, darunter der spätere Schriftsteller mit NS-Hintergrund Werner Ernst Mischler (1889–1961). Ebenfalls 1888 beendete er sein Engagement in der k.k. Statistische Zentralkommission und folgte dem Ruf der Universität Czernowitz, an der er eine außerordentliche Universitätsprofessur erhielt. Während dieser Zeit gründete er das Statistische Landesamt des Herzogtums Bukowina, dessen Direktor er 1890 wurde. Als Autor und Chefredakteur rief er die Mitteilungen dieses Landesamtes in Leben. Im Jahre 1891 folgte Mischler einer Berufung an die Deutsche Universität Prag, an der er die Studiengänge Statistik, Finanzrecht und Sozialpolitik leitete. Der Sozialpolitik fühlte sich Mischler besonders verbunden, nachdem sein Vater, der ursprünglich an der Universität Freiburg/Breisgau gelehrt hatte, mit dem sozialpolitisch engagierten Bischof Wilhelm Emmanuel von Ketteler (1811–1877) in Mainz in Verbindung getreten war und zu dessen Mitarbeitern zählte. Während dieser Zeit entstand auch sein Hauptwerk, das Handbuch der Verwaltungs-Statistik, in dessen erstem Teil er die in verschiedenen Quellen verstreuten Grundlagen des Faches erstmals systematisch darstellte, während er sich im zweiten Teil mit der praktischen Organisation der Verwaltungsstatistik befasste. Im Jahre 1893 nahm Mischler seine ordentliche Professur an der Universität Graz an. Durch die Verbindung der akademischen Lehr- und Forschungstätigkeit mit der praktischen Verwaltungsstatistik kam er zu einem ihm sehr zusagenden Wirkungskreis.
Der spätere Statistiker, Nationalökonom und Politiker Alfred Gürtler (1875–1933) fungierte von 1904 bis 1909 als Mischlers Privatassistent. In den Jahren 1899/1900, sowie 1907/08 trat Mischler als Dekan der rechts- und staatswissenschaftlichen Fakultät in Erscheinung. Im Jahr der Berufung an die Universität Graz gründete Mischler noch 1893 das Statistische Landesamt Steiermark, dessen Leitung er übernahm und bis ins Jahr 1911 innehatte. Parallel zu seiner Lehrtätigkeit an der Universität Graz lehrte Mischler auch an der Technischen Hochschule Graz. Weiters war er an der Schaffung des Landesarmen- und Siechenkatasters in der Steiermark maßgeblich beteiligt und setzte sich auch sonst für die Bevölkerung ein. So richtete er unter anderem 1897 eine Arbeitsvermittlung für Graz (wenig später für die gesamte Steiermark), sowie im Jahre 1902 den unentgeltlichen Wohnungsnachweis ein. 1907 gründete er zusammen mit R. von Fürer die Zeitung Der Arbeitsnachweis und war parallel dazu Vorsitzender beim Verband der Allgemeinen Arbeitsnachweise Österreichs. Darüber hinaus war Mischler Mitglied des Arbeitsbeirates des Arbeitsstatistischen Amtes im k.k. Handelsministerium, sowie des Landwirtschaftsrates im k.k. Ackerbauministerium und Mitglied der Permanenzkommission für die Handelswerte. Weiters war er korrespondierendes Mitglied der Gesellschaft zur Förderung deutscher Wissenschaft, Kunst und Literatur in Böhmen und Vorsitzender des Reichsverbandes der allgemeinen Arbeitsvermittlung und hatte zudem noch einige weitere Ehrentitel und -bezeichnungen inne.
Außerdem hielt er vielbeachtete Referate auf den Konferenzen für Landesstatistiker und war auch als Gutachter vielbeschäftigt. Nachdem er 1888 seine Hochschullaufbahn begonnen hatte, verblieb er der Statistischen Zentralkommission weiterhin als korrespondierendes Mitglied und wurde im Jahre 1911 sogar deren Präsident. Um die Aufarbeitung der Volkszählung in Österreich-Ungarn 1910, um die schärfere organisatorische Abgrenzungen der Abteilung, sowie um die Schaffung einer neuen Abteilung für Wirtschaftsstatistik, der Mischler auch die Führung zahlreicher Redaktionsgeschäfte übertrug, machte er sich kurz vor seinem Ableben noch besonders verdient. Des Weiteren gelange es ihm, die bisher getrennt abgehaltenen Konferenzen der Landes- und Städtestatistiker zu vereinigen. Das Quellenwerk Österreichische Statistik wurde von Mischler komplett überarbeitet sowie zeitgemäß wertvoll ausgestaltet. Zeitlebens wurde Mischler vielfach geehrt und ausgezeichnet; so war er unter anderem Honorarprofessor an der Universität Wien, Ehrenmitglied der Gesellschaft für Geographie und Statistik in Frankfurt am Main, Ehrenmitglied der Royal Statistical Society in London oder ordentliches Mitglied der internationalen statistischen Instituts der Deutschen Statistischen Gesellschaft. Außerdem war er Ritter des Ordens der Eisernen Krone III. Klasse und Ritter des italienischen Kronen-Ordens.
Neben der Veröffentlichung zahlreicher Artikel und Texten in Fachzeitungen und Fachzeitschriften, publizierte Mischler auch eine nicht unbedeutende Anzahl an Fachbüchern. Besonders hervorzuheben ist hierbei seine Zusammenarbeit mit dem österreichischen Rechtswissenschaftler Joseph Ulbrich (1843–1910), mit dem er in den Jahren 1895 bis 1897 das Werk Österreichisches Staatswörterbuch. Handbuch des gesamten österreichischen öffentlichen Rechtes, an dem zahlreiche Fachmänner mitgewirkt hatten, in zwei Bänden veröffentlichte. In den Jahren 1905 bis 1909 publizierten die beiden eine wesentlich umgearbeitete Auflage des Österreichischen Staatswörterbuchs in vier Bänden. Weiters verfasste Mischler mindestens zwei Beiträge zu wichtigen Persönlichkeiten in der Deutschen Biographie. Den Beitrag zu Ernst Mischler in der Deutschen Biographie verfasste Jahre später der österreichische Wirtschaftshistoriker, Soziologe und Autor Gustav Otruba (1925–1994).
Mischler war mit Maria (Marie) Hauschka (* 23. September 1860 in Wien; † 8. Februar 1955 ebenda) verheiratet. Das Paar forschte in seiner Czernowitzer Zeit gemeinsam, die Sozialen und wirtschaftlichen Skizzen aus der Bukowina erschienen auch in Buchform.

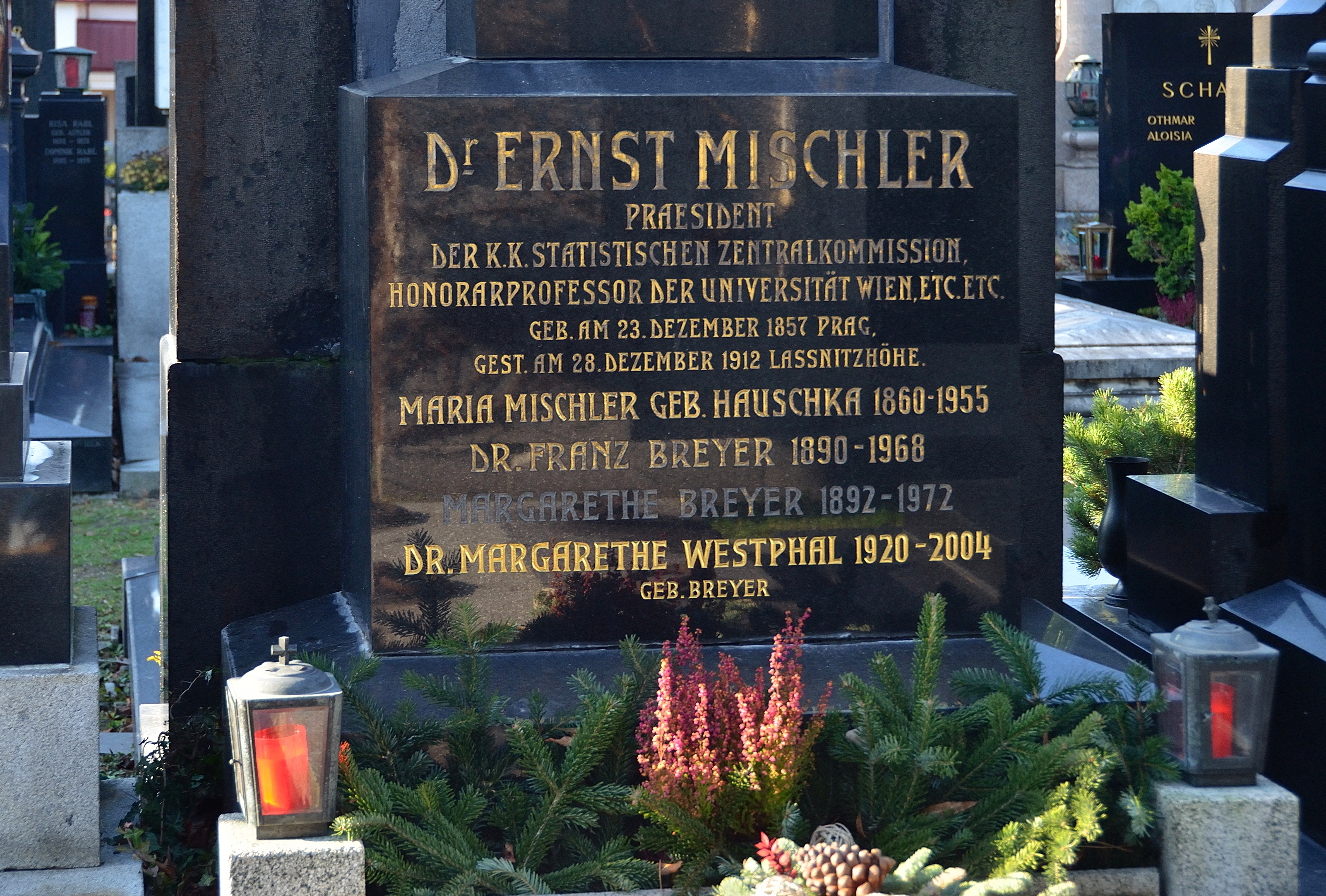
Ernst Mischlers Grab am Hietzinger Friedhof (2014)

Fünf Tage nach seinem 55. Geburtstag starb Mischler am 28. Dezember 1912 als Kurgast im Luftkurort Laßnitzhöhe, unweit von Graz. Er hinterließ seine Ehefrau, die ihn um über 42 Jahre überlebte und erst im hohen Alter von 94 Jahren im Jahre 1955 starb, sowie die drei Kinder Werner, Margarethe „Grete“ und Edith. Am 31. Dezember 1912 wurde Mischler auf dem Hietzinger Friedhof (Gruppe 19, Nummer 137) beerdigt.

## Werke (Auswahl)
- unter Mitwirkung von  Karl Theodor von Inama-Sternegg: Oesterreichisches Städtebuch – Statistische Berichte der grösseren österreichischen Städte, II. Jahrgang 1888, Verlag von Carl Gerold’s Sohn, Wien 1888 (Digitalisat).